# Воля-Володзька
Воля-Володзька (пол. Wola Wołodzka) — колишнє українське село на Закерзонні, у гміні Нозджець, Березівського повіту Підкарпатського воєводства, у південно-східній частині Польщі. Розташоване приблизно за 4 км на південь від адміністративного центру ґміни села Ніздрець і за 25 км на південний схід від воєводського центру Ряшів за 2 км від Сяну.

## Історія
У 1893 р. Воля-Володзька ще була частиною села Володжа, було 34 будинки і 191 мешканець (майже всі — українці).
У 1921 році в селі було 58 будинків і 276 мешканців (258 греко-католиків, 5 римо-католик1в і 13 юдеїв), греко-католики належали до парафії Селиська, а з 21 жовтня 1935 р. — до парафії у Володжа (Динівський деканат Апостольської адміністрації Лемківщини).
На лісовому цвинтарі на горі Гостре в 1945—1946 рр. були поховані десятки загиблих повстанців з Відділу 95 «Ударники-2» (2-й Перемишльський курінь) під командуванням сотенного Дуди Михайла «Громенка». Після Другої світової війни українське населення було піддане етноциду. В 1947 році між 10 і 15 травня під час Операції Вісла 370 українців були депортовані на понімецьку територію північної Польщі і село було повністю знищене.